# Varangéville
Varangéville è un comune francese di 4 044 abitanti situato nel dipartimento della Meurthe e Mosella, nella regione del Grand Est.

## Società

### Evoluzione demografica
Abitanti censiti

### Edilizia sociale
Nel 1963 furono costruiti numerosi progetti di edilizia sociale per accogliere i rimpatriati dall'Algeria, in seguito all'indipendenza di molti ex possedimenti francesi nel mondo. .